# Charlie Shakes It Up
"Charlie Shakes It Up" é o 13° episódio da 2ª temporada da sitcom Good Luck, Charlie!, do Disney Channel, e um crossover com a série Shake It Up, mas em único episódio, se passando em Good Luck, Charlie!.
Estreou oficialmente no dia 5 de junho de 2011 no Disney Channel EUA. No Brasil estreou no dia 6 de agosto de 2011, no Disney Channel. Em Portugal, no Disney Channel, estreou no dia 12 de outubro de 2011.

## Enredo
Amy (Leigh-Allyn Baker) resolve ir à Chicago, junto com Teddy (Bridgit Mendler) e Charlie (Mia Talerico), para visitar sua tia-avó rica Nell. Chegando lá, elas são levadas para o programa de auditório Shake It Up, Chicago (No Ritmo de Chicago, no Brasil), pois foram confundidas com as famosas “Irmãs Duncan”. Amy usa a situação para poder aparecer na televisão, mas Teddy a alerta que elas não sabem dançar. Portanto, acabam conhecendo Rocky (Zendaya) e CeCe (Bella Thorne), que, mesmo sabendo que não são as “Irmãs Duncan”, as ensinam a dançar, por terem se encantado com a Charlie. Enquanto isso, Gabe (Bradley Steven Perry) e PJ (Jason Dolley) realizam uma venda de jardim, na esperança de levantar dinheiro com os objetos do sótão, mas acabam vendendo um pote de biscoitos de gato, com US$500 para a Sra. Dabney (Patricia Belcher), que não quer devolver. Bob (Eric Allan Kramer) está obcecado com um programa de TV que ele assistia quando era jovem, "Higgins e Zork".